# سام لام
سام لام (24 نوفمبر 1987 بهونغ كونغ في الصين - ) هو لاعب كرة قدم كندي في مركز الوسط. لعب مع نادي ادمونتون وEdmonton Drillers (2007–2010) ‏ وEdmonton Scottish ‏.

## وصلات خارجية
- سام لام على موقع قاعدة بيانات كرة القدم.إي يو (الإنجليزية)